# TVE Internacional
TVE Internacional is een Spaanse internationale televisiezender van het publieke omroepbedrijf Televisión Española. De zender is begonnen met uitzenden op 1 december 1989 bij wijze van proef, en een jaar later, 1 december 1990, heeft de zender de officiële status gekregen. TVE Internacional is bedoeld voor Spanjaarden in het buitenland, en mensen in het buitenland die geïnteresseerd zijn in Spanje. De zender is te zien per kabel in Noord- en Zuid-Amerika, Europa, de Filipijnen, de Westelijke Sahara en Equatoriaal Guinea, en via de satelliet ook in de rest van de wereld. TVE Internacional is in Europa vrij te ontvangen via de satellietpositie Hot Bird.
Er worden vijf verschillende programmeringen uitgezonden: twee verschillende voor Amerika (waarbij de verdeling niet Noord/Zuid is, aangezien het oosten van de Verenigde Staten dezelfde programmering ontvangt als Midden- en Zuid-Amerika), een voor Europa, een voor Azië en 'Canal 24 h Internacional'. Deze laatste zendt '24 h' internationaal uit, maar promoot daarbij programma's die te zien zijn op 'TVE Internacional'. De andere vier programmeringen bestaan uit programma's die eerder op de binnenlandse zenders La 1, La 2 en 24 h te zien waren. Het telediario, het journaal van 'La 1', wordt live op TVE Internacional uitgezonden.